# Wojciech Kowalski (ur. 1980)
Wojciech Kowalski (ur. w 1980) – polski prawnik, doktor nauk prawnych, specjalista z zakresu prawa cywilnego. 

## Wykształcenie
Absolwent Wydziału Prawa i Administracji Uniwersytetu Gdańskiego. W 2011 na podstawie napisanej pod kierunkiem Jerzego Ciszewskiego rozprawy pt. Naruszenie prywatnej sfery życia przez prasę - analiza cywilnoprawna uzyskał na Wydziale Prawa i Administracji Uniwersytetu Gdańskiego stopień naukowy doktora nauk prawnych w zakresie prawa, specjalność: prawo cywilne.

## Kariera zawodowa
Autor kilkunastu publikacji z zakresu prawa i postępowania cywilnego, m.in.:
- Egzekucja świadczeń niepieniężnych (2005, wyd. I; 2011, wyd. II)[3]
- Egzekucja świadczeń alimentacyjnych (2006, wyd. I; 2011, wyd. II)[4]

Współautor komentarza: Kodeks postępowania cywilnego. Postępowanie zabezpieczające i egzekucyjne. Komentarz, pod kier. dra Zbigniewa Szczurka (2013, wyd. IV; 2017, wyd. V) oraz prac zbiorowych pod kier. dra Zbigniewa Szczurka: Egzekucja sądowa w Polsce (2007) oraz Egzekucja sądowa w prawie polskim (2015).
Od 2004 r. jest członkiem zespołu redakcyjnego Systemu Informacji Prawnej LEX, w ramach którego współtworzył m.in. rodzinę innowacyjnych produktów LEX Navigator zawierających procedury prawne pokazane w formie interaktywnych schematów.
Nauczyciel akademicki z zakresu informatyki prawniczej.
Uczestnik wielu projektów z zakresu informatyki prawniczej, w tym związanych z wykorzystaniem sztucznej inteligencji.
Uczestnik i prelegent podczas konferencji poświęconym m.in. nowych technologiom wykorzystywanym w świecie prawniczym.
Autor kilkuset omówień z zakresu prawa i postępowania cywilnego, prawa i postępowania administracyjnego, prawa i postępowania karnego oraz prawa pracy, publikowanych m.in. na stronach lex.pl oraz produkty.lex.pl/navigator.